# Krajnice

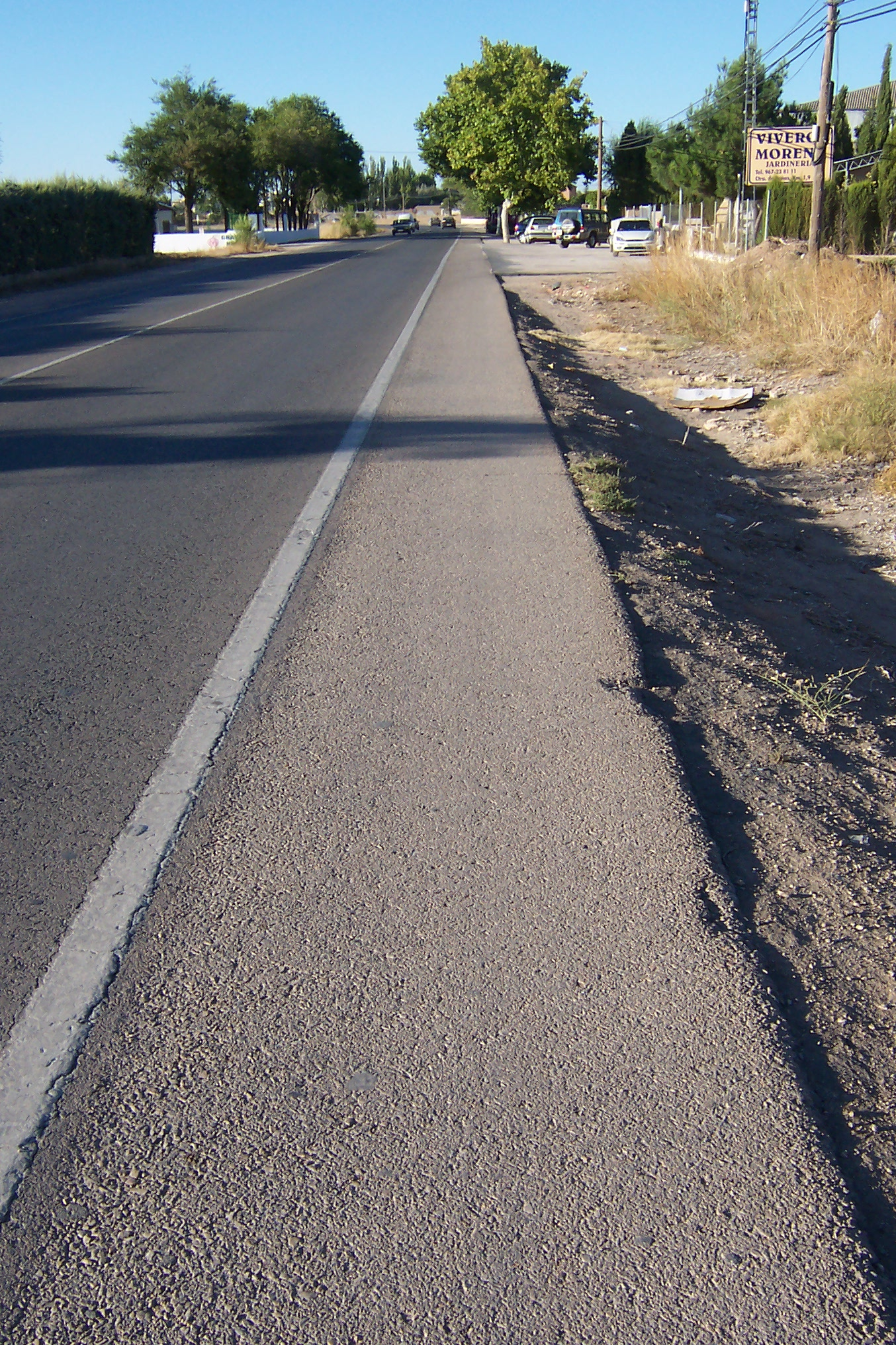
Krajnice na španělské silnici

Krajnice je krajní část koruny pozemní komunikace, která již nepatří k vozovce. Skládá se ze zpevněné a nezpevněné části a může být od vozovky oddělena vodicí čarou; kde není taková čára ani chodník, považuje se za hranici mezi vozovkou a krajnicí obvykle hranice zpevněné části komunikace, případně svodidlo nebo obdobná zábrana. Komunikace uličního typu má obvykle místo krajnice zvýšený chodník, někdy však krajnice bývá i mezi vozovkou a chodníkem. Na dálnici je krajnice širší a slouží jako odstavný pruh.
Krajní část koruny silnice vně vozovky se původně označovala též banket nebo také lavička, krajnice či chodník. Termín „banket“ lidová čeština postupně zkomolila na panket a pangejt a přenesla jeho význam z krajnice na příkop. Termín chodník se časem ustálil jako označení pro zvýšený pás vedle vozovky, zejména v intravilánu obcí.  

## Provoz na krajnici podle českých předpisů
Krajnice není určena k jízdě motorových vozidel. Podle § 11 odst. 2 zákona č. 361/2000 Sb. smí řidič motorového vozidla vjet na krajnici jen při zastavení a stání nebo, jestliže je to nutné, při objíždění, vyhýbání, odbočování nebo otáčení; přitom musí dbát zvýšené opatrnosti. Při vzniku kolony na dálnici nebo silnici pro motorová vozidla mohou řidiči z krajního jízdního pruhu vjet na krajnici, je-li to nutné k vytvoření průjezdného pruhu pro vozidla s právem přednostní jízdy (§ 41 odst. 8 zák. 361/2000 Sb.).
Pokud pozemní komunikace nemá žádný chodník nebo je chodník neschůdný, smí chodec použít k chůzi levé krajnice (a není-li možné ani to, pak levého okraje vozovky). Totéž platí pro chodce táhnoucího nebo tlačícího dětský kočárek, sáňky, vedoucího psa, osobu na lyžích nebo kolečkových bruslích atd. Chodec nesoucí větší předmět, kterým by mohl na chodníku ohrožovat ostatní chodce, a kde chybí chodník, tak i osoba vedoucí jízdní kolo, koloběžku, moped, ruční vozík, osoba na ručním nebo motorovém vozíku pro invalidy atd., musí jít po pravé krajnici. S ručním vozíkem do 60 cm šířky se v takových případech chodí po levé krajnici, s vozíkem nad 60 cm šířky po pravé krajnici. Krajnici však k chůzi nesmí použít tzv. organizovaný útvar chodců.
Pokud tím nejsou ohrožováni ani omezováni chodci, smí po pravé krajnici jet cyklisté a jezdci na zvířeti. Po krajnici mohou cyklisté též zprava předjíždět nebo objíždět kolonu stojících nebo pomalu se pohybujících vozidel při pravém okraji vozovky.

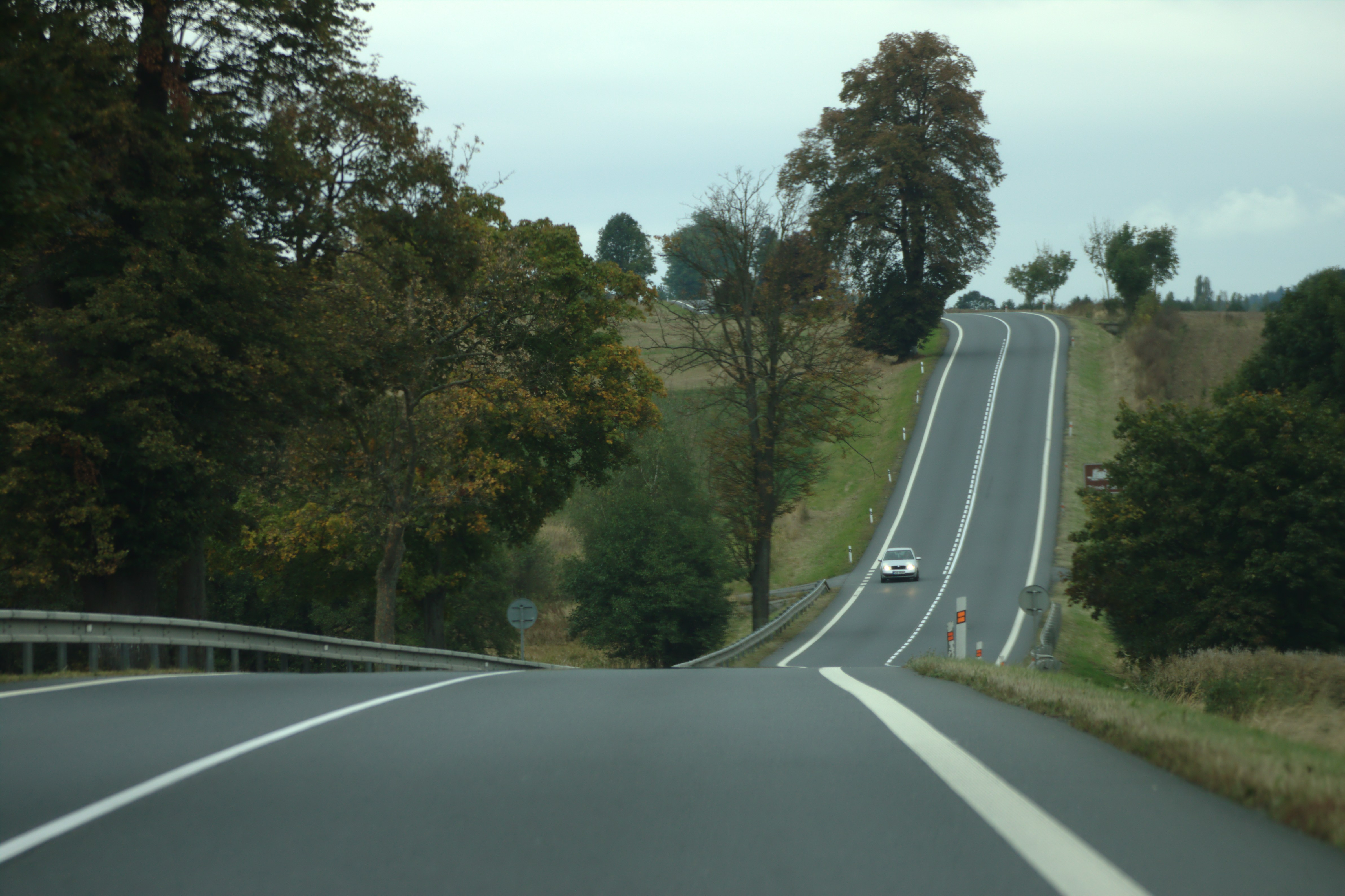
Silnice I/38 s výraznými krajnicemi, u Štok
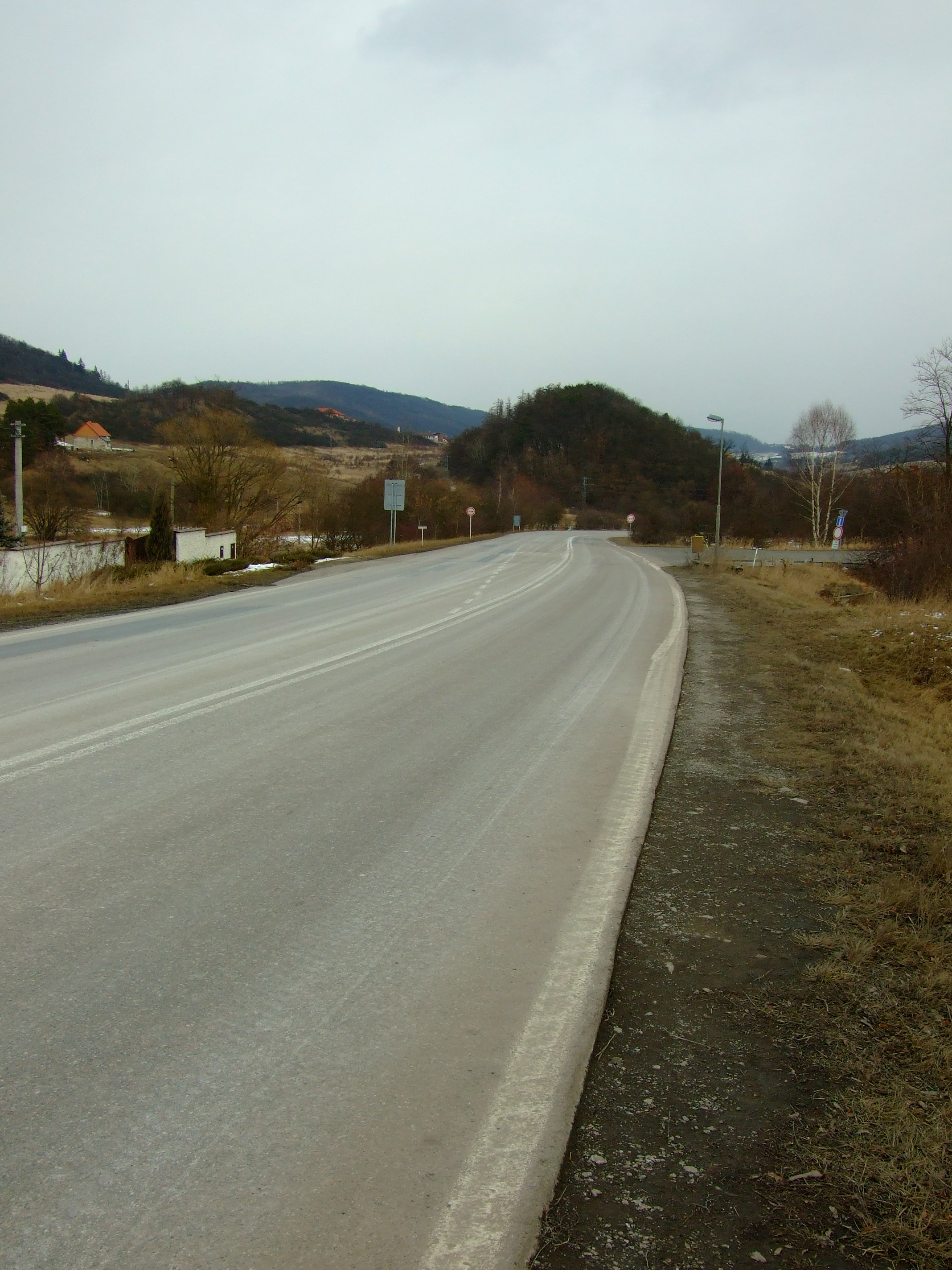
Nezpevněná krajnice na silnici II/605 ve Vráži u Berouna
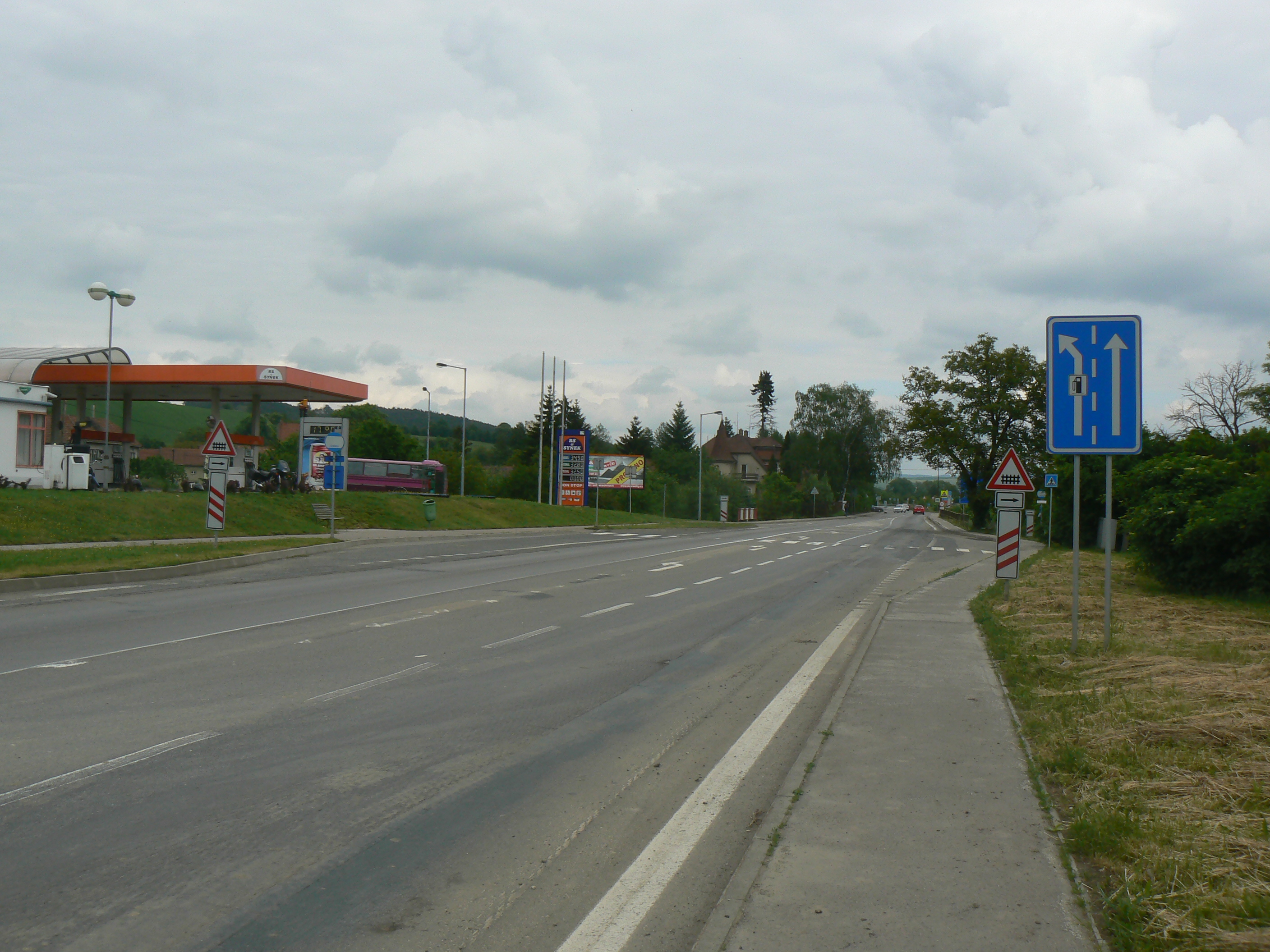
Vodicí čára vedle chodníku na silnici I/50 v Nesovicích, za krajnici by v tomto případě šlo považovat úzký proužek mezi vodicí čárou a obrubníkem
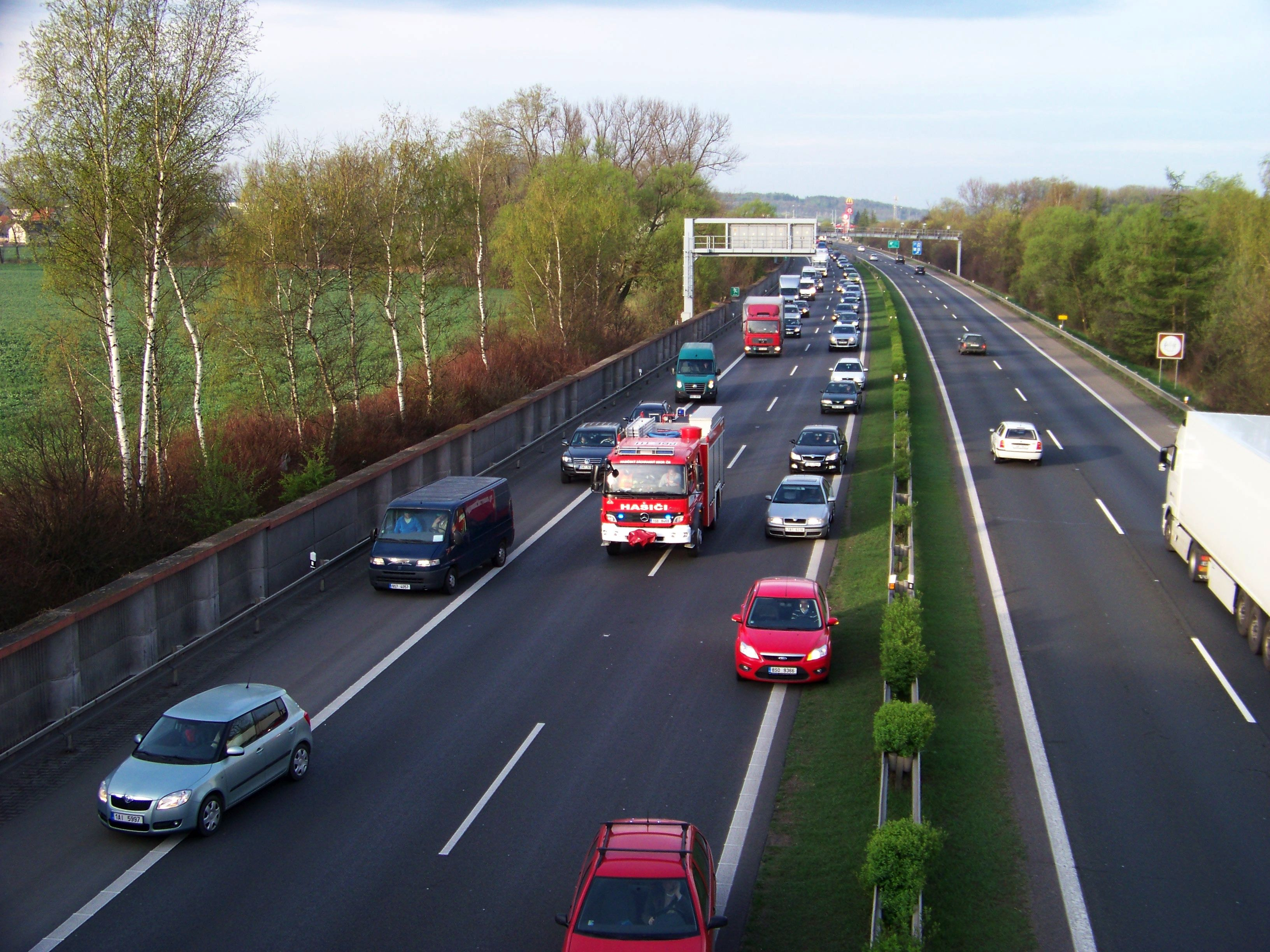
Stání na krajnicích pro umožnění průjezdu hasičů na dálnici D5 u Rudné
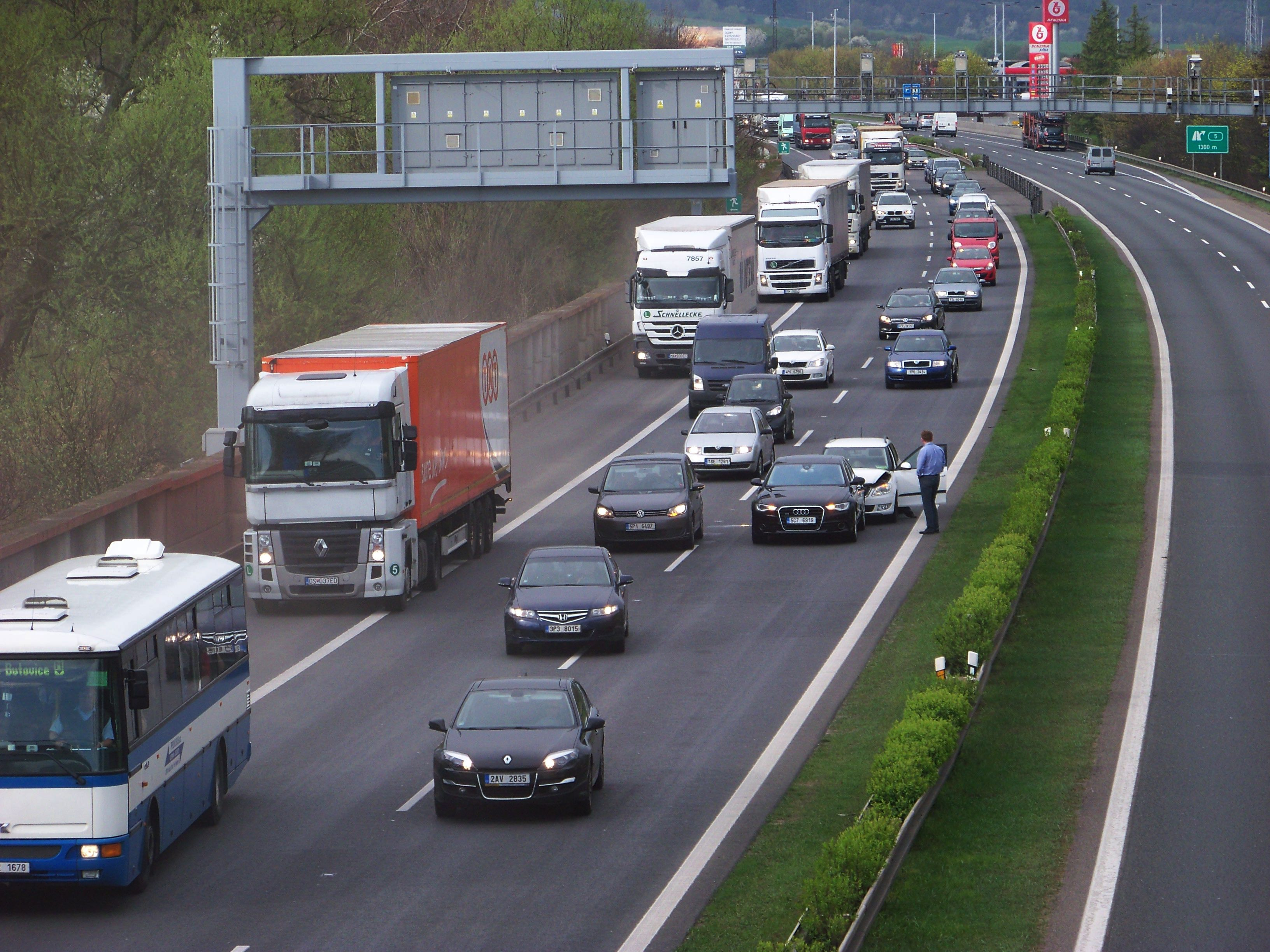
Objíždění nehody odstavným pruhem na dálnici D5 u Rudné
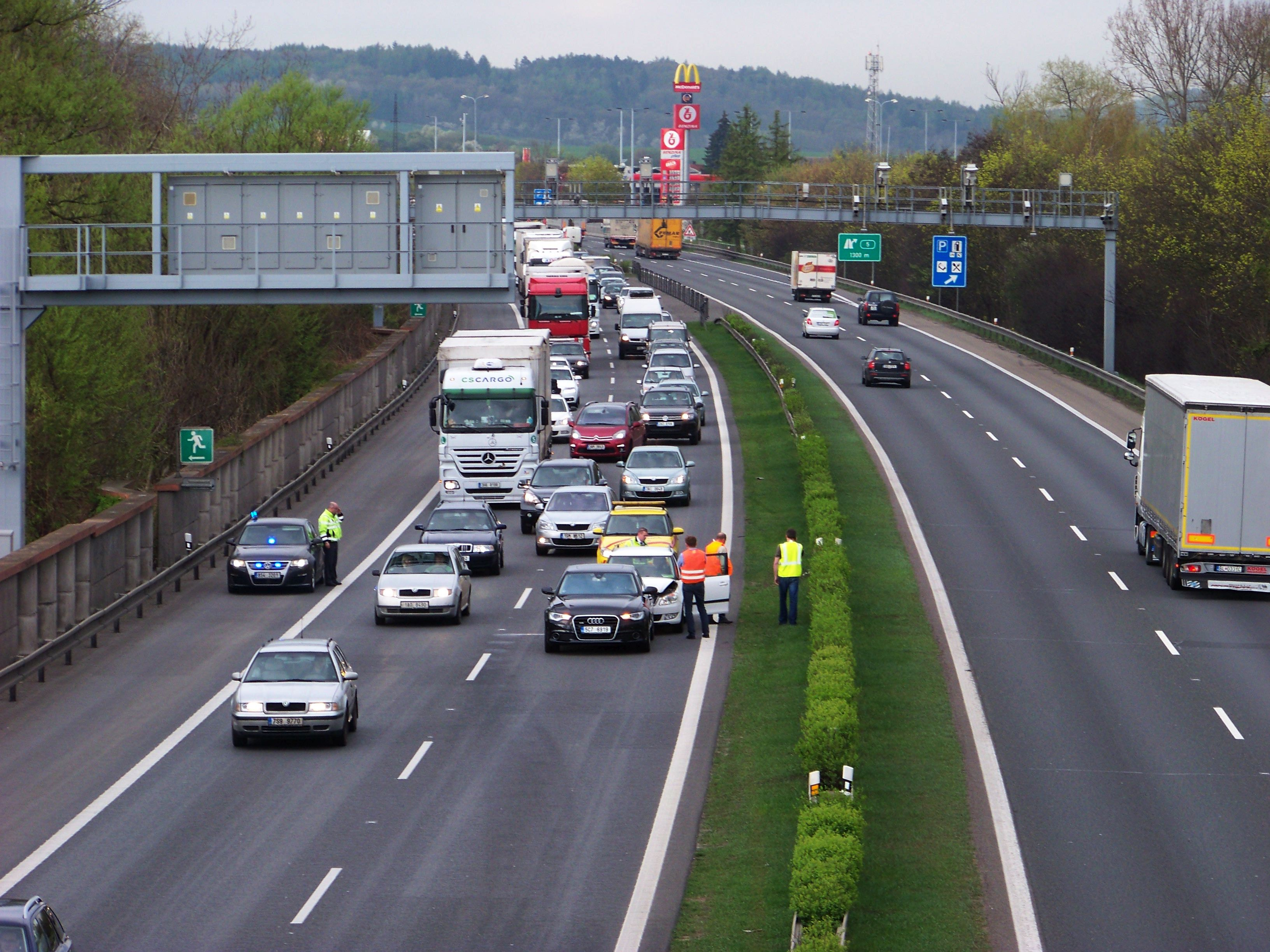
Policejní automobil stojící v odstavném pruhu na dálnici D5 u Rudné